# Ua ua
Ua ua — третий студийный альбом финской рок-группы Zen Café. Был выпущен в 1999 году под лейблом Warner Music Finland. Достиг второй строчки в финском хит-параде альбомов Suomen virallinen lista. В 2001 году был сертифицирован «золотым диском».

## Песни
1. UaUa - 4.27
2. Harri - 3.44
3. Mies eikä poika enää - 4.41
4. Virpi - 3.12
5. Aikuinen - 3.54
6. Surullinen aina - 3.49
7. Poika joka käyttää laseja - 3.33
8. Talo - 4.00
9. Minun kaupunkini - 3.35
10. Taakka - 5.03
11. 1-2-3 - 3.46

## Участники записи
- Самули Путро — вокал, гитара
- Кари Нюландер — бас-гитара, бэк-вокал
- Пете Паркконен — барабаны, перкуссия

Приглашённые музыканты
- Мартти Салминен — клавишные, гитара, бэк-вокал
- Юха Капиайнен — аппаратура
- Илкка Херкман — гитара